# Euphrat & Tigris
Euphrat & Tigris ist ein strategisches Brettspiel von Reiner Knizia für zwei bis vier Spieler, das vom Aufbau der Zivilisationen in Mesopotamien handelt. Erstmals erschien das Spiel 1997 im Hans im Glück Verlag, im darauffolgenden Jahr gewann es den Deutschen Spielepreis und stand auf der Auswahlliste zum Spiel des Jahres. 2007 veröffentlichte Pegasus eine Neuauflage mit neuer grafischer Gestaltung und inhaltlichen Ergänzungen. 2015 veröffentlichte Fantasy Flight Games die zweite Neuauflage des Spiels, die deutsche Ausgabe erschien beim Heidelberger Spieleverlag.

## Hintergrundgeschichte
Den Hintergrund des Spiels bildet die Entstehung und Entwicklung der Hochkulturen in Mesopotamien, einer Region, die zwischen den beiden Flüssen Euphrat und Tigris liegt und die zuweilen auch als „Wiege der Zivilisation“ beschrieben wird. 
Die Spieler werden in das Jahr 3000 v. Chr. versetzt, wo sie, repräsentiert durch jeweils vier Anführer, die Zivilisationen in dem fruchtbaren Zweistromland entstehen lassen und beherrschen. Für den Zivilisationsaufbau, gewonnene Konflikte und das Kontrollieren von Monumenten erhalten die Spieler Siegpunkte in den vier unterschiedlichen Bereichen Bevölkerung, Religion, Landwirtschaft und Handel. Die besondere Herausforderung besteht hierbei vor allem darin, die Siegpunkte gleichmäßig anzuhäufen, da zur Ermittlung des Siegers nur jene Bereiche herangezogen werden, in denen die Spieler jeweils am wenigsten erfolgreich waren.

## Spielmaterial
- Spielplan (in den Neuauflagen beidseitig verwendbar)
- 153 Zivilisationsplättchen (30 Siedlungen, 57 Tempel, 36 Agrarländereien, 30 Märkte)
- 8 Katastrophenplättchen
- 1 Verbindungsplättchen
- 6 zweiteilige Monumente
- 4 Zivilisationsgebäude (nur in den Neuauflagen, kommen in der erweiterten Variante zum Einsatz)
- 16 Anführer-Spielsteine (je 4 für jede der vier Dynastien)
- 140 Siegpunkt-Marker (je 20 große und 15 kleine Marker in 4 Farben)
- 10 Holzwürfel als Schätze (14 in den Neuauflagen)
- 4 Sichtschirme, auf der Innenseite mit Kurzregeln bedruckt
- Wunderplättchen und Lamassu-Figur (Neuauflage 2015)
- Leinenbeutel (für das verdeckte Nachziehen der Zivilisationsplättchen)
- Spielregeln, sowie je nach Version auch Kurzspielregeln oder ein Übersichtsplan

Die grafische Gestaltung der Originalausgabe von 1997 stammt von Doris Matthäus, die Illustration der 2007 erschienenen Neuauflage übernahm Tom Thiel.
In der Originalausgabe sowie der Neuauflage von 2007 sind Monumente, Gebäude und Siegpunktmarker aus Holz gefertigt. In der Neuauflage von 2015 bestehen die Monumente und Gebäude aus Kunststoff, Siegpunkte werden mit Pappmarkern gezählt. Die Neuauflage von 2015 enthält ferner das Material der für die deutsche Ausgabe bislang nur separat erhältlichen Mini-Erweiterung Die Zikkurat (Wunderplättchen und Figur).

## Spielablauf
Der Spielplan ist in 11×16 Felder unterteilt und zeigt das zu Beginn noch recht unbesiedelte Zweistromland mit den beiden Flüssen Euphrat und Tigris. Der Aufbau der Zivilisation geschieht in vier unterschiedlichen Bereichen, denen jeweils eine Farbe zugeordnet ist: Bevölkerung (schwarz), Religion (rot), Landwirtschaft (blau) und Handel (grün). Für jede Farbe gibt es eigene Zivilisationsplättchen, Anführer-Spielsteine und Siegpunkt-Würfel. Insbesondere für Anfänger kann dies verwirrend sein, da jeder Spieler mit allen Farben spielt und es somit keine klassische Aufteilung des Spielmaterials nach Spielerfarben gibt. Die Spielerzuordnung geschieht stattdessen durch Symbole.
Zivilisationsplättchen ermöglichen den Aufbau der Zivilisationen und werden von den Spielern im Verlauf des Spiels auf den Spielplan gelegt. Entsprechend den vier oben genannten Bereichen gibt es Siedlungen (schwarz), Tempel (rot), Agrarland (blau) und Märkte (grün). Waagerecht und senkrecht zusammenhängende Plättchen bilden dabei jeweils Gebiete, die für das Spiel von entscheidender Bedeutung sind. 
Anführer dienen der Kontrolle dieser Gebiete und erlauben den Spielern das Sammeln von Siegpunkten. Jeder Spieler erhält vier Anführer-Spielsteine, die den vier Bereichen entsprechen: einen König (schwarz), einen Priester (rot), einen Bauern (blau) und einen Händler (grün). Anführer werden ähnlich den Zivilisationsplättchen ebenfalls auf den Spielplan gesetzt und herrschen über ein Gebiet, an dem sie anliegen. Ein solches Gebiet wird dann zu einem Königreich. In jedem Königreich kann es immer nur einen Anführer jedes Bereichs geben.
Siegpunkte erhält ein Spieler durch das Auslegen von Zivilisationsplättchen in Königreichen, gewonnene Konflikte, das Kontrollieren von Monumenten und das Erbeuten von Schätzen. Für jeden der vier Bereiche gibt es eigene Siegpunkte, bei Spielende werden jedoch nur die Bereiche herangezogen, in denen die Spieler am wenigsten Siegpunkte gesammelt haben. Die Spieler müssen somit versuchen, gleichmäßig in allen Bereichen Siegpunkte zu sammeln.

### Spielzüge und Aktionen
Zu Spielbeginn werden zehn der Tempelplättchen auf dem Spielplan verteilt ausgelegt und mit Schätzen versehen. Jeder Spieler erhält die Anführer seiner Dynastie, zwei Katastrophenplättchen, sechs zufällig gezogene Zivilisationsplättchen sowie einen Sichtschirm, hinter dem das eigene Spielmaterial vor den Mitspielern geheim gehalten werden kann.
Gespielt wird reihum. Ist ein Spieler am Zug, führt er zwei Aktionen aus. Er kann
- einen Anführer auf ein freies Landfeld neben einem ausliegenden Tempel setzen. Der neue Anführer darf dabei nicht zwei durch andere Anführer beherrschte Königreiche verbinden.
- ein Zivilisationsplättchen aus dem eigenen Vorrat auf ein freies Feld des Spielplans legen. Agrarland darf nur auf Flussfelder gelegt werden, die übrigen drei Plättchenarten nur auf Land.
- ein Katastrophenplättchen auf ein ausliegendes Zivilisationsplättchen oder ein freies Feld legen. Das entsprechende Feld wird für den Rest des Spiels unbenutzbar.
- bis zu sechs Zivilisationsplättchen aus dem eigenen Vorrat verdeckt beiseitelegen und durch neue Plättchen aus dem Beutel ersetzen.

Die Reihenfolge und Art beider Aktionen ist beliebig, eine bestimmte Aktion kann auch zweimal ausgeführt werden. Nach einem Spielerzug ergänzen alle Spieler ihren Vorrat wieder auf sechs Zivilisationsplättchen.

### Konflikte
Befinden sich nach dem Ausführen einer Aktion zwei gleichfarbige Anführer (beispielsweise zwei Priester) in einem Gebiet, kommt es zu einem Konflikt. Konflikte müssen immer sofort gelöst werden und haben stets das Entfernen eines Anführers und einiger Zivilisationsplättchen vom Spielplan zur Folge.
Es gibt zwei Arten von Konflikten: Interne Konflikte entstehen, wenn ein Spieler einen seiner Anführer an ein Gebiet legt, in welchem es schon einen Anführer derselben Farbe gibt. Verbindet dagegen ein Spieler zwei bis dahin getrennte Gebiete, in denen es jeweils Anführer gleicher Farbe gibt, führt dies zu einem externen Konflikt. Ausgetragen wird eine solche Auseinandersetzung, indem beide Spieler bestimmte der in dem jeweiligen Gebiet ausliegenden Plättchen auszählen und gegebenenfalls weitere Plättchen aus dem Vorrat ausspielen. Der Gewinner eines Konflikts erhält Siegpunkte entsprechend der Höhe des Sieges. Der Verlierer muss seinen Anführer in den Vorrat zurücknehmen und kann ihn später erneut einsetzen. Ausgespielte Plättchen wie auch bestimmte Plättchen des betroffenen Gebietes werden aus dem Spiel genommen.

### Monumente und Schätze
Legt ein Spieler ein neues Zivilisationsplättchen so aus, dass ein 2×2 Felder großes Gebiet gleichfarbiger Plättchen entsteht, darf er an dieser Stelle eines der insgesamt sechs Monumente errichten. Diese Bauwerke bestehen aus zwei verschiedenfarbigen Holzteilen und können, einmal gebaut, nicht mehr entfernt werden. Durch sie erhalten Spieler regelmäßig Siegpunkte, sofern sie einen Anführer in einer entsprechenden Farbe in dem Gebiet ausliegen haben.
Die insgesamt zehn Schätze werden zu Beginn eines Spiels auf die ausliegenden Tempel verteilt. Befinden sich am Ende einer Aktion zwei oder mehr Tempel mit Schätzen in einem Gebiet, werden alle Schätze bis auf einen demjenigen Spieler zugesprochen, der einen grünen Anführer (Händler) in diesem Gebiet ausliegen hat. Schätze sind neutrale Siegpunkte, die bei Spielende als Joker verwendet werden können.

### Spielende
Das Spiel endet, wenn nach dem Zug eines Spielers höchstens noch zwei der Schätze auf dem Plan ausliegen oder die Zivilisationsplättchen im Beutel aufgebraucht sind. Das Spiel gewinnt, wer in seinem schwächsten Bereich mehr Siegpunkte angesammelt hat als die Mitspieler, bei Gleichstand wird der zweitschwächste Bereich herangezogen und so weiter.
Die Spieldauer für eine Partie liegt, je nach Spielerzahl und Erfahrung der Mitspieler, etwa zwischen 60 und 120 Minuten.

## Neuauflage 2007 und Mini-Erweiterung
Die Neuauflage von 2007 enthält neben der Originalausführung auch einige Ergänzungen. So gibt es einen zweiten Spielplan mit etwas anderer Landschaftsgestaltung und 14 Starttempeln und Schätzen, was im Spielverlauf unter anderem schneller zu Konfliktsituationen führt. Ferner enthält das Spiel eine erweiterte Variante, in der zusätzlich vier Zivilisationsgebäude zum Einsatz kommen, je eines für jeden Zivilisationsbereich. Diese Gebäude werden beim Bilden von längeren Ketten gleichartiger Zivilisationsplättchen ein- bzw. umgesetzt und ermöglichen Spielern in den entsprechenden Königreichen zusätzliche Siegpunkte.
Der Ausgabe 3/2009 des Spielemagazins spielbox lag eine exklusive Erweiterung mit dem Titel Die Zikkurat bei. Diese Erweiterung besteht aus fünf zusätzlichen Spielplättchen, die zusammengelegt die namensgebende Zikkurat bilden. Sie ist ein besonderes Monument, welches demjenigen Spieler, der einen König in dem entsprechenden Gebiet besitzt, regelmäßig Siegpunkte in einem beliebigen Zivilisationsbereich gibt. Die 2008 bei Mayfair Games erschienene englischsprachige Neuauflage enthielt diese Erweiterung ebenfalls.

## Neuauflage 2015
Im Mai 2015 veröffentlichte der US-amerikanische Spieleverlag Fantasy Flight Games eine zweite Neuauflage von Euphrat & Tigris, die deutsche Ausgabe erschien im Juni 2015 beim Heidelberger Spieleverlag. Die Spielregeln und der Aufbau der Spielpläne sind identisch zur Neuauflage von 2007, jedoch wurden die Spielgrafik und das Material komplett neu gestaltet: Tempel und Gebäude bestehen nunmehr aus Kunststoff statt aus Holz, Siegpunkte werden mit Pappmarkern anstelle von Holzwürfeln angezeigt. Die Spielregeln wurden redaktionell überarbeitet, unter anderem werden interne und externe Konflikte nun klarer abgegrenzt als Revolten und Kriege bezeichnet. Die Mini-Erweiterung Die Zikkurat ist in der Neuauflage von 2015 in Form des Wunders enthalten.

## Kritik und Auszeichnungen
Die Rezensionen für Euphrat & Tigris fielen zu einem überwiegenden Teil sehr gut aus, einige Rezensenten lobten das Spiel sogar als eines der besten des Autors. Positiv hervorgehoben wurden dabei vielfach der abwechslungsreiche und spannend bleibende Spielablauf, der hohe taktische Anspruch und die immer wieder unterschiedlichen Spielverläufe. Kritisiert wurde dagegen die Zugänglichkeit für Anfänger, die zudem durch die Farbzuordnungen erschwert würde, die schlechte Unterscheidbarkeit der Anführer-Spielsteine und die zuweilen recht lang dauernden Spielzüge im späteren Spielverlauf.
1998 erreichte Euphrat & Tigris den ersten Platz beim „Deutschen Spielepreis“. Im selben Jahr stand das Spiel ebenfalls auf der Auswahlliste zum „Spiel des Jahres“, die Auszeichnung ging jedoch an Elfenland.
Im Mai 2007 war die Neuauflage inklusive der Ergänzungen eines der vier Turnierspiele bei der Deutschen Mannschaftsmeisterschaft im Brettspiel.

## Umsetzung als Computerspiel
2003 erschien eine Umsetzung des Brettspiels als Computerspiel für Windows. Entwickelt wurde diese von Dartmoor Softworks, welche zuvor bereits das Brettspiel Tikal für den Computer adaptierten. Neben 3D-Grafik und unterschiedlichen Computergegnern verfügt das Spiel auch über einen Mehrspielermodus, wahlweise über ein lokales Netzwerk oder eine Peer-to-Peer-Verbindung. In den Kritiken fiel die Computerumsetzung jedoch zumeist durch, bemängelt wurden dabei vor allem die veraltete und unübersichtliche Grafik, die anscheinend planlos spielenden Computergegner, die fehlende Anzeige wichtiger Spielinformationen sowie einige Regelverletzungen.